# Mbini (Stadt)
Mbini (auch: Río Benito, San Benito) ist eine Stadt an der Mündung des Mbini in Äquatorialguinea. Sie gehört zur Provinz Litoral und liegt etwa 44 km südlich von Bata. Nach dem Fluss ist auch der Landesteil Mbini benannt. Der Name stammt aus der Sprache Ngumbi.

## Geographie
Die Stadt liegt an der Mündung des Mbini auf dem Südufer. Eine Brücke und Fährverbindungen verbinden die Stadt mit Bolondo am Nordufer. Der größte Teil der Bevölkerung ist vom Fischfang abhängig. In der Umgebung gibt es Zahlreiche Strände.
Auf einem Kap an der Westküste steht die Kirche Iglesia de Santa María Reina.
Im Süden schließen sich die Siedlungen Deogracias, Yagoebuma und Vivac an.

## Klima
Nach dem Köppen-Geiger-System zeichnet sich Mbini durch ein tropisches Klima mit der Kurzbezeichnung Am aus.